# Sante Carollo
Sante Carollo (* 8. Februar 1924 in Montecchio Maggiore; † 9. Januar 2004 in Thiene) war ein italienischer Radrennfahrer.

## Sportliche Laufbahn
Sante Carollo, eigentlich von Beruf Maurer, war nur eine Saison lang Profi. 1949 wurde er kurzfristig für den Giro d’Italia anstelle des erkrankten Radsport-Stars Fiorenzo Magni nominiert. Schon nach der ersten Etappe hatte er eine Stunde Rückstand auf den Ersten, was Luigi Malabrocca auf den Plan rief, der 1947 und 1948 das prestigeträchtige Schwarze Trikot (Maglia Nera) des Letzten der Gesamtwertung getragen hatte. Malabrocca versuchte, möglichst viel Zeit dadurch zu verlieren, dass er sich in Bars, Scheunen oder hinter Hecken versteckte. Sein Pech war, dass bei seiner Ankunft in Monza die Jury schon nach Hause gegangen war und ihn mit derselben Zeit wie das Hauptpeloton wertete, so dass Carollo das Schwarze Trikot behalten konnte. Dieser „Kampf“ um den letzten Platz wurde von den Hörern am Radio begeistert verfolgt und gar mit den Duellen zwischen Fausto Coppi und Gino Bartali verglichen.
Nach dieser Saison beendete Carollo seine Profi-Radsportkarriere und arbeitete wieder als Maurer.
2006 wurde in Italien das Ein-Personen-Theaterstück „La Maglia Nera“ von und mit Matteo Caccia uraufgeführt, das auch die Rivalität zwischen Carollo und Malabrocca thematisiert.